# Axel Stoll

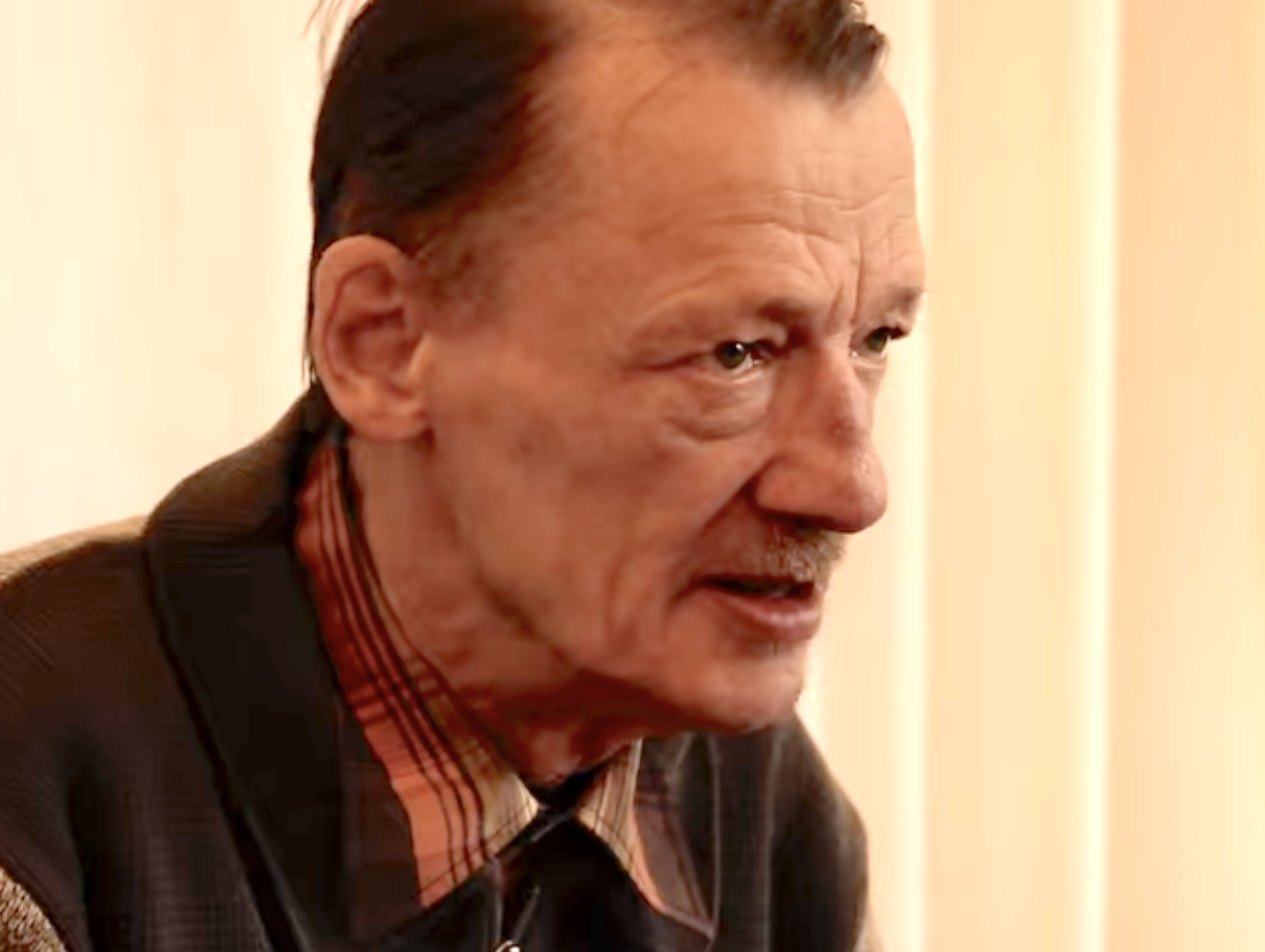
Axel Stoll

Axel Stoll (* 30. Oktober 1948 in Ost-Berlin; † 28. Juli 2014 in Berlin) war ein deutscher Autor und Verschwörungstheoretiker der rechtsextrem-esoterischen Szene. In seinen Werken kombinierte Stoll überholte physikalische Auffassungen wie etwa zum Coandă-Effekt mit Pseudowissenschaften und verschiedene Verschwörungstheorien vor allem im Zusammenhang mit der Zeit des Nationalsozialismus. Bekanntheit erlangte er durch veröffentlichte Aufzeichnungen seiner Vorträge auf YouTube sowie durch verschiedene Interviews.

## Biographie
Axel Stoll wurde im Ost-Berliner Bezirk Pankow geboren. Er studierte Geologie an der Ernst-Moritz-Arndt-Universität Greifswald und schloss mit einem Diplom ab. Anschließend war er am Forschungsbereich Geo- und Kosmoswissenschaften des Zentralinstituts für Physik der Erde (ZIPE) der Akademie der Wissenschaften der DDR in Potsdam tätig und wurde dort im Oktober 1984 mit einer von Gerhard Katzung betreuten Dissertation A Zur Rhythmizität/Zyklizität und Korrelation des höheren Saxon der westlichen Altmark zum Dr. rer. nat. promoviert. Stolls Dissertation war bis 1988 als vertrauliche Verschlusssache eingestuft, da sie sich mit der Geologie des innerdeutschen Grenzgebietes auseinandersetzte. Von Dezember 1985 bis Mitte 1987 arbeitete er bei der Zivilverteidigung der DDR. Stoll war zwischen 1980 und 1987 als Inoffizieller Mitarbeiter der Stasi unter dem Decknamen Roland Hübner tätig.
Am 28. Juli 2014 wurde Stoll tot in seiner Wohnung aufgefunden. Er war geschieden und hatte einen erwachsenen Sohn.

## Öffentliches Auftreten und Verschwörungstheorien
Größere Aufmerksamkeit erlangte Stoll, nachdem ein Videomitschnitt eines seiner Vorträge auf der Videoplattform YouTube hochgeladen wurde und sich aufgrund von Stolls ungewollt komischem Auftreten zu einem Internet-Phänomen entwickelte. Die auf YouTube eingestellten Videos stammen vom sogenannten Neuschwabenlandtreffen, einem 2002 gegründeten Stammtisch rechtsextremer Verschwörungstheoretiker, Geschichtsrevisionisten und Antisemiten. Gründer des Neuschwabenlandtreffens neben Stoll waren Karl-Wilhelm Schneider und Peter Schmidt, der selbst als Referent zu diversen Themen auftritt. Die Videos wurden als bizarre Realsatire wahrgenommen.
Sein wohl bekanntester Auftritt außerhalb des Internets fand in einer Folge der amerikanischen Fernsehsendung UFO Hunters statt, die 2010 auf dem History Channel ausgestrahlt wurde und sich unter anderem mit Stolls Verschwörungstheorien und Aussagen rund um angebliche UFOs zur Zeit des Nationalsozialismus, sogenannte Reichsflugscheiben, beschäftigte.
Einen kurzen Einblick in seine öffentlichen Auftritte findet man auf der DVD Die Mondverschwörung (2011) von Thomas Frickel; die Zusatz-DVD beinhaltet weiteres Interviewmaterial. Im Bonus-Material zu Er ist wieder da ist Stoll mit dem Kriminalbiologen Mark Benecke in einer (für Stoll und die Zuschauer nicht erkennbar) gefälschten Talkshow zu sehen, in der auch Hitler wie selbstverständlich auftritt.
2013 interviewte die Regisseurin Mo Asumang Stoll im Rahmen ihres Dokumentarfilms Die Arier. Stoll führt in dem Gespräch aus, dass er vermutet, die sogenannten Arier seien Mitglieder einer hochentwickelten außerirdischen Zivilisation, der Aldebaraner, deren Ursprung im Planetensystem Aldebaran liege. Zudem führte er aus, dass transmedial mit den Ariern im fernen Planetensystem kommuniziert werden könne; dazu reiche bereits langes und glattes Haupthaar von Frauen aus, das als Sender und Empfänger dienen könne. Auch griff Stoll in dem Interview auf seine Theorie der Erde als Strafplanet zurück.
Am 28. Juli 2015, dem ersten Todestag Stolls, erschien der Dokumentarfilm Ein Interview mit Dr. Axel Stoll – Der Film, in dem ein Interview von Sebastian Bartoschek und Alexander Waschkau mit Axel Stoll, versehen mit Einspielern von Ausführungen verschiedener Personen enthalten ist.
Wiederkehrende Elemente von Stolls Ausführungen waren die angebliche technologische Überlegenheit des Dritten Reiches und die Verbreitung vermeintlicher naturwissenschaftlicher Wahrheiten. Bei Naturwissenschaften und Technik vertrat er teilweise exotische oder veraltete Positionen. Beispielsweise nahm er an, die Erde sei hohl und in der inneren Hohlwelt würden verschiedene Wesenheiten leben. Er glaubte, es habe in der Zeit des Nationalsozialismus ein deutsches Weltraumprogramm mit Reichsflugscheiben gegeben, in dessen Rahmen unter anderem eine Expedition mit Nikola Tesla zum Pluto stattgefunden habe. Stoll ging ferner von der Existenz freier Energie (eine angeblich unerschöpflich zur Verfügung stehende Energieform) aus.
Stoll war Anhänger mehrerer Verschwörungstheorien. So war er etwa der Auffassung, dass spätestens 1945/46 die reichsdeutsche Besiedlung des Mondes vollzogen war. In diesem Zusammenhang diskutierte er sowohl Begegnungen der Apollo-11-Astronauten mit den Mondbewohnern als auch die Möglichkeit, dass die amerikanische Mondlandung nie stattgefunden habe (siehe Verschwörungstheorien zur Mondlandung). Stolls Äußerungen umfassten auch AIDS-Leugnung und Geschichtsrevisionismus. Des Weiteren vertrat er antisemitische Verschwörungstheorien, beispielsweise zum Erdbeben im Indischen Ozean 2004. Stoll und seine Anhänger sprachen sich nach übereinstimmender Einschätzung von Sebastian Bartoschek und Alexander Waschkau und des Verfassungsschutzes nicht für offene Gewaltanwendung aus, kamen aber aufgrund ihrer Ideologie als potenzielle Unterstützer für rechtsextreme Terrorgruppen in Frage.

## Publikationen
Axel Stoll schrieb eine Vielzahl an Büchern, die sich hauptsächlich mit seinen Theorien rund um Kriegstechnologie und Physik beschäftigen.
- Zur Rhythmizität/Zyklizität und Korrelation des höheren Saxon der westlichen Altmark (Berlin, Akad. der Wiss. der DDR, Diss. A, 1984).
- Hochtechnologie im Dritten Reich. Reichsdeutsche Entwicklungen und die vermutlich wahre Herkunft der „UFOs“. Kopp Verlag, Rottenburg 2004, ISBN 3-930219-85-9. Erstauflage im CTT-Verlag, Suhl 2000, ISBN 3-933817-17-X.
- Hoch-Technologien im antiken Indien? Sinus-Tangentus-Verlag, 2003.
- mit Arno Mannich: Das Wissen um die wahre Physik. Bis heute unterdrückt. Extrem Verlag, Alsfeld 2005, ISBN 3-935054-08-4.
- Hochtechnologien uralter Kulturen. Freier-Falke-Verlag, Hambühren 2006, ISBN 3-935054-20-3.